# Phaeno

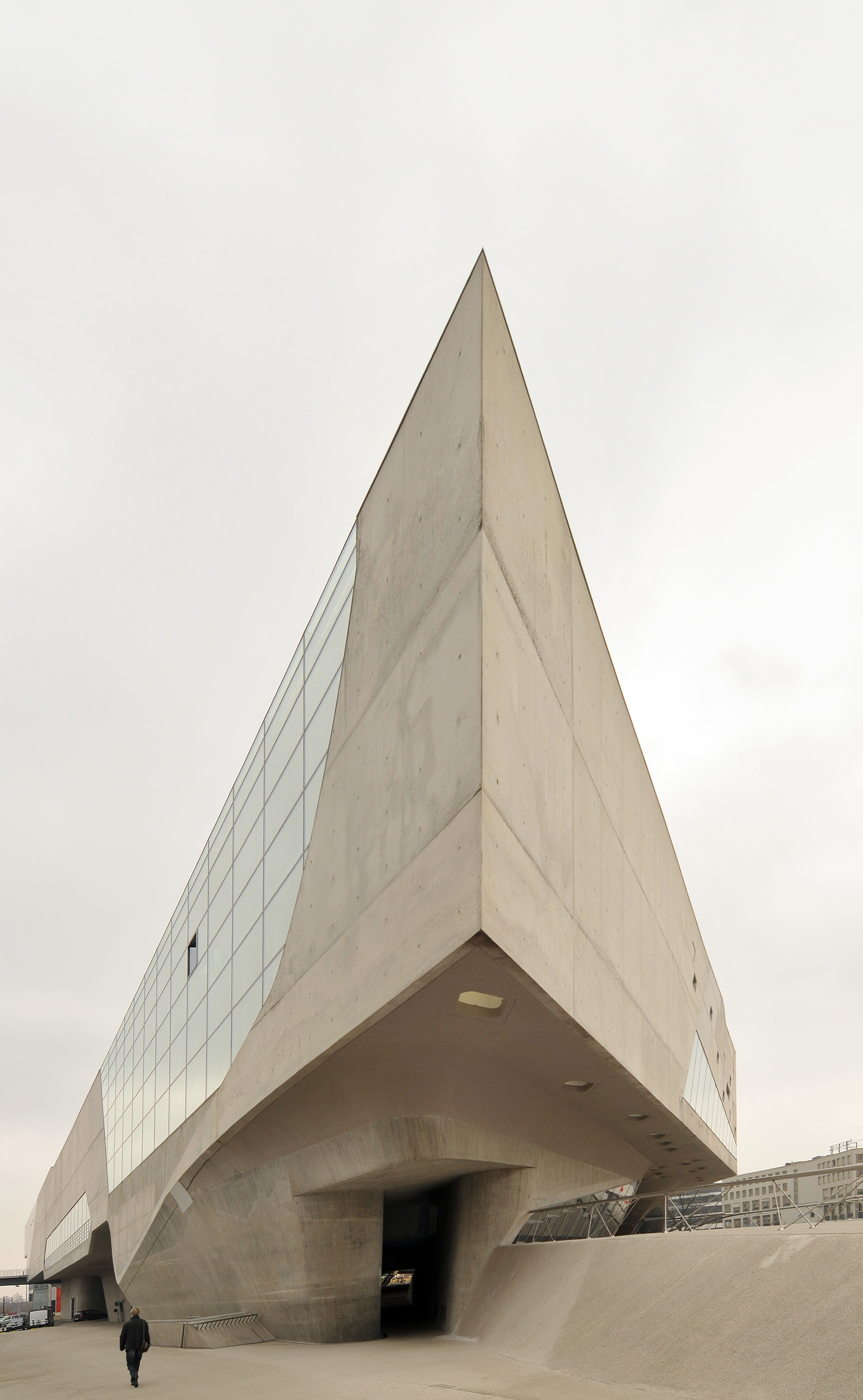
Le musée scientifique Phaeno

Le Phaeno est un musée de vulgarisation scientifique situé à Wolfsburg en Allemagne.
Il a été construit par l'architecte Zaha Hadid entre 2000 et 2005.
Il mesure plus de 9 000 m2 de superficie pour une hauteur de 16 mètres. Il est fait de béton et d'acier en majorité. Il a coûté 79 millions d'euros à concevoir et construire.
Le bâtiment a fait l'objet d'un documentaire dans la collection Architectures diffusé pour la première fois sur Arte en 2006.